# بیل جانستون (تنیس‌باز)
 بیل جانستون (انگلیسی: Bill Johnston؛ زاده ۲ نوامبر ۱۸۹۴ درگذشته ۱ مهٔ ۱۹۴۶) یک تنیس‌باز اهل ایالات متحده آمریکا بود.